# Lista de espécies do gênero Dendrochilum

## A
- Dendrochilum abbreviatum Blume, 1825 : (Java)
  - Dendrochilum abbreviatum var. abbreviatum (Java)
  - Dendrochilum abbreviatum var. remiforme J.J.Sm. 1904 (Java)
- Dendrochilum abortum (Ames) L.O.Williams 1952 (Filipinas)
- Dendrochilum acuiferum Carr 1935 (Bornéu)
- Dendrochilum acuminatum J.J.Sm. 1904 (Sumatra)
  - Dendrochilum acuminatum var. acuminatum (Sumatra)
  - Dendrochilum acuminatum var. laxum J.J.Sm. 1922 (Sumatra)
- Dendrochilum adpressibulbum J.J.Sm. 1922 (Sumatra)
- Dendrochilum affine Ames 1908 (Philippines)
- Dendrochilum alatum Ames 1920 (Borneo)
- Dendrochilum alboviride J.J.Sm. 1922 (Sumatra)
- Dendrochilum alpinum Carr 1935 (Borneo)
- Dendrochilum ambangense H.A.Pedersen (1995 publ. 1996) (Sulawesi)
- Dendrochilum amesianum H.A.Pedersen (1995 publ. 1996) (Filipinas)
- Dendrochilum anfractum (Ames) Pfitzer in H.G.A.Engler (ed.)  1907 (Filipinas)
  - Dendrochilum anfractum var. anfractoides (Ames) L.O.Williams 1951 (Filipinas)
  - Dendrochilum anfractum var. anfractum (Filipinas)
- Dendrochilum angustifolium Ridl. 1899 (Malásia, Sumatra)
- Dendrochilum angustilobum Carr 1935 (Bornéu)
- Dendrochilum angustipetalum Ames 1920 (Bornéu)
- Dendrochilum anomalum Carr 1935 (Bornéu)
- Dendrochilum apiculatum (Ames) L.O.Williams 1952 (Filipinas)
- Dendrochilum apoense T.Hashim. 1981 (Filipinas)
- Dendrochilum appendiculatum J.J.Sm. 1922 (Sumatra)
- Dendrochilum arachnites Rchb.f. 1882 : Spider Dendrochilum (Filipinas)
- Dendrochilum asperum L.O.Williams 1952 (Philippines)
- Dendrochilum atjehense J.J.Sm. 1943 (Sumatra)
- Dendrochilum aurantiacum Blume, 1825 (Sumatra, Java)
- Dendrochilum auriculare Ames 1909 (Philippines)
- Dendrochilum auriculilobum J.J.Wood in J.J.Wood & P.J.Cribb 1994 (Bornéu)

## B
- Dendrochilum bandaharaense J.J.Wood & J.B.Comber 1995 (Sumatra)
- Dendrochilum barbifrons (Kraenzl.) Pfitzer in H.G.A.Engler ed.  1907 (Sumatra)
- Dendrochilum basale J.J.Sm. 1922 (Sumatra)
- Dendrochilum beccarii J.J.Sm. 1904 (Sumatra)
- Dendrochilum binuangense Ames 1920 (Filipinas)
- Dendrochilum brachyotum Rchb.f. 1857 (Java)
- Dendrochilum brevilabre Ridl.1923 (Sumatra)

## C
- Dendrochilum carinatum Carr 1933 (Sumatra)
- Dendrochilum carnosulilabrum J.J.Sm. 1933 (Sumatra)
- Dendrochilum carnosum (Ridl.) Holttum 1947 (Malásia)
- Dendrochilum celebesense H.A. Pedersen & Gravend. 2004 (Sulawesi)
- Dendrochilum cinnabarinum Pfitzer in H.G.A.Engler ed. 1907. (Filipinas)
  - Dendrochilum cinnabarinum var. cinnabarinum (Filipinas)
  - Dendrochilum cinnabarinum var. sanguineum Ames H.A.Pedersen 1997 (Filipinas)
- Dendrochilum citrinum H.A.Pedersen 1995 publ. 1996 (Sulawesi)
- Dendrochilum cobbianum Rchb.f. 1880 : Cobb's Dendrochilum (Filipinas)
- Dendrochilum coccineum H.A. Pedersen & Gravend. 2004 (Malásia)
- Dendrochilum complectens J.J.Sm. 1922 (Sumatra)
- Dendrochilum convallariiforme Schauer 1843 (Filipinas)
  - Dendrochilum convallariiforme var. convallariiforme (Filipinas)
  - Dendrochilum convallariiforme var. minor (Ames) H.A.Pedersen 1997 (Filipinas)
- Dendrochilum cootesii H.A. Pedersen 1997 (Filipinas)
- Dendrochilum copelandii (Ames) Ames 1908 (Filipinas)
- Dendrochilum cordatum H.A.Pedersen 2001 : Heart-shaped Dendrochilum (Filipinas)
- Dendrochilum cornutum Blume 1826 : Horned Dendrochilum (Java, Sumatra)
- Dendrochilum corrugatum (Ridl.) J.J.Sm. 1904  (Bornéu)
- Dendrochilum crassifolium Ames 1920 (Bornéu)
- Dendrochilum crassilabium J.J.Wood in J.J.Wood & P.J.Cribb 1994 (Bornéu)
- Dendrochilum crassum Ridl. 1896 : Thick Dendrochilum (Malásia, Bornéu)
- Dendrochilum croceum H.A.Pedersen 2005 (Filipinas)
- Dendrochilum cruciforme J.J.Wood in J.J.Wood & P.J.Cribb  1994 (Bornéu)
  - Dendrochilum cruciforme var. cruciforme  (Bornéu)
  - Dendrochilum cruciforme var. longicuspum J.J.Wood in J.J.Wood & P.J.Cribb 1994 (Bornéu)
- Dendrochilum cupulatum J.J.Wood in J.J.Wood & P.J.Cribb 1994 (Bornéu)
- Dendrochilum curranii Ames 1908 (Filipinas)
  - Dendrochilum curranii var. curranii : Curran’s Dendrochilum (Filipinas)
  - Dendrochilum curranii var. serratoi Ames L.O.Williams 1951 (Filipinas)
- Dendrochilum cymbiforme Ames 1911 (Filipinas)
- Dendrochilum decipiens J.J.Sm. 1922 (Sumatra)

## D
- Dendrochilum dempoense J.J.Sm. 1917 (Sumatra)
- Dendrochilum dentiferum J.J.Sm. 1909 (Sumatra)
- Dendrochilum devogelii J.J.Wood in J.J.Wood & P.J.Cribb 1994 (Bornéu)
- Dendrochilum devoogdii J.J.Sm. 1932 (Sumatra)
- Dendrochilum dewildeorum J.J.Wood & J.B.Comber 1995 (Sumatra)
- Dendrochilum dewindtianum W.W.Sm.  1915 (Sumatra, Bornéu)
- Dendrochilum dolichobrachium (Schltr.) Merr. 1921 (Bornéu)
- Dendrochilum dulitense Carr 1935 (Bornéu)
- Dendrochilum duplicibrachium J.J.Sm. 1922 (Sumatra)

## E
- Dendrochilum ecallosum Ames 1920 (Filipinas)
- Dendrochilum edanoi Quisumb. 1938 (Filipinas)
- Dendrochilum edentulum Blume 1825 (Java, Sulawesi)
  - Dendrochilum edentulum var. edentulum (Java)
  - Dendrochilum edentulum var. patentibracteatum J.J.Sm. 1933 (Sulawesi)
- Dendrochilum elegans Schltr. 1911 (Sumatra)
- Dendrochilum elmeri Ames 1912 (Filipinas)
- Dendrochilum erectilabium H.A.Pedersen 1995 publ. 1996 (Sulawesi)
- Dendrochilum exalatum J.J.Sm. 1904 (Sumatra, Java)
- Dendrochilum exasperatum Ames 1920 (Bornéu)
- Dendrochilum exiguum (Ames), H.A.Pedersen 1997 (Filipinas)
- Dendrochilum exile Ames 1908 (Filipinas)
- Dendrochilum eximium (Ames), L.O.Williams 1952 (Filipinas)
- Dendrochilum eymae H.A.Pedersen 1995 publ. 1996 (Sulawesi)

## F
- Dendrochilum filiforme Lindl. 1840 (Filipinas)
- Dendrochilum fimbrilobum J.J.Sm. 1943 (Sumatra)
- Dendrochilum flexuosum H.A.Pedersen 1995 publ. 1996 (Filipinas)
- Dendrochilum flos-susannae J.J.Wood 1997 (Bornéu)
- Dendrochilum foxworthyi Ames 1908 (Filipinas)
- Dendrochilum fruticicola J.J.Sm. 1922 (Sumatra)
- Dendrochilum fuscescens Schltr. & J.J.Sm. 1909 (Sumatra)

## G
- Dendrochilum galbanum J.J.Wood 1994 (Sumatra)
- Dendrochilum galeatum H.A.Pedersen 1995 publ. 1996 (Pequenas Ilhas de Sonda)
- Dendrochilum geesinkii J.J.Wood in J.J.Wood & P.J.Cribb 1994 (Bornéu)
- Dendrochilum gibbsiae Rolfe 1914 (Bornéu)
- Dendrochilum globigerum (Ridl.), J.J.Sm. 1904 (Bornéu)
- Dendrochilum glossorhynchum Schltr. 1911 (Sumatra)
- Dendrochilum glumaceum Lindl. 1841 : (Filipinas, Bornéu)
- Dendrochilum gracile (Hook.f.) J.J.Sm. 1904 (Malásia)
  - Dendrochilum gracile var. bicornutum J.J.Wood 2001 (Bornéu)
  - Dendrochilum gracile var. gracile : Graceful Dendrochilum Java (Malásia)
- Dendrochilum gracilipes Carr 1935 (Bornéu)
- Dendrochilum graciliscapum (Ames), Pfitzer in H.G.A.Engler ed. 1907 (Filipinas)
- Dendrochilum gramineum (Ridl.) Holttum  1947 (Malásia)
- Dendrochilum graminifolium (Ames), Pfitzer in H.G.A.Engler ed.  1907 (Filipinas)
- Dendrochilum graminoides Carr 1935 (Bornéu)
- Dendrochilum grandiflorum (Ridl.), J.J.Sm.  1904 (Bornéu)
- Dendrochilum gravenhorstii J.J.Sm. 1920 (Bornéu)

## H
- Dendrochilum hamatum Schltr. 1911 (Bornéu)
- Dendrochilum haslamii Ames 1920 (Bornéu)
  - Dendrochilum haslamii var. haslamii (Bornéu)
  - Dendrochilum haslamii var. quadrilobum J.J.Wood 2001 (Bornéu)
- Dendrochilum hastatum Ames 1908 (Philippines)
- Dendrochilum hastilobum J.J.Wood 1995 publ. 1994 (Bornéu)
- Dendrochilum havilandii Pfitzer in H.G.A.Engler ed. 1907 (Bornéu)
- Dendrochilum heptaphyllum Kraenzl. in H.G.A.Engler ed. 1907 (Sulawesi)
- Dendrochilum hologyne Carr 1935 (Bornéu)
- Dendrochilum hosei J.J.Wood in J.J.Wood & P.J.Cribb 1994 (Bornéu)
- Dendrochilum hutchinsonianum Ames 1908 (Filipinas)

## I
- Dendrochilum imbricatum Ames 1920 (Bornéu)
- Dendrochilum imitator J.J.Wood in J.J.Wood & P.J.Cribb 1994 (Bornéu)
- Dendrochilum incurvibrachium J.J.Sm. 1917 (Sumatra)
- Dendrochilum insectiferum (Ridl.), J.J.Sm. 1922 (Sumatra)
- Dendrochilum integrilabium Carr 1935 (Bornéu)
- Dendrochilum irigense Ames 1915 (Filipinas)

## J
- Dendrochilum javieriense L. K. Magrath, G. Bulmer & I Shafer 1989 (Filipinas)
- Dendrochilum jiewhoei J.J.Wood 2001 (Bornéu)
- Dendrochilum joclemensii Ames 1920 (Bornéu)
- Dendrochilum johannis-winkleri J.J.Sm. 1927 (Bornéu)

## K
- Dendrochilum kabense J.J.Sm. 1943 (Sumatra)
- Dendrochilum kamborangense Ames 1920 (Bornéu)
- Dendrochilum karoense J.J.Wood 1992 (Sumatra)
- Dendrochilum kelabitense J.J.Wood 2001 (Bornéu)
- Dendrochilum kingii (Hook.f.), J.J.Sm. 1904 (da Malásia, Bornéu às Filipinas)
  - Dendrochilum kingii var. kingii (da Malásia, Bornéu às Filipinas)
  - Dendrochilum kingii var. tenuichilum J.J.Wood 2001 (Bornéu)
- Dendrochilum korintjiense J.J.Sm. 1922 (Sumatra)
- Dendrochilum krauseanum Schltr. 1910 (Sumatra)

## L
- Dendrochilum lacinilobum J.J.Wood & A.L.Lamb in J.J.Wood & P.J.Cribb 1994 (Bornéu)
- Dendrochilum lacteum Carr 1935 (Bornéu)
- Dendrochilum lamellatum J.J.Sm. 1922 (Sumatra)
- Dendrochilum lancilabium Ames 1920 (Bornéu)
- Dendrochilum latibrachiatum J.J.Sm. 1917 (Sulawesi)
- Dendrochilum latifolium Lindl. 1843 : Large-leafed Dendrochilum (Filipinas)
  - Dendrochilum latifolium var. latifolium (Filipinas)
  - Dendrochilum latifolium var. macranthum (Schltr.), H.A.Pedersen 1997 (Filipinas)
- Dendrochilum latilobum J.J.Sm. 1922 (Sumatra)
- Dendrochilum lepidum Ridl. 1923 (Sumatra)
- Dendrochilum leuserense J.J.Wood & J.B.Comber 1995 (Sumatra)
- Dendrochilum lewisii J.J.Wood 1984 (Bornéu)
- Dendrochilum linearifolium Hook.f. 1889 (Malásia, Sumatra)
- Dendrochilum loheri Ames 1908 (Philippines)
- Dendrochilum longibracteatum Pfitzer in H.G.A.Engler (ed.) 1907 (Sumatra)
- Dendrochilum longibulbum Ames 1912 (Filipinas)
- Dendrochilum longicaule J.J.Sm. 1922 (Sumatra)
- Dendrochilum longifolium Rchb. f. 1856 (Indonésia, Malásia, Bornéu, Filipinas, Nova Guiné)
- Dendrochilum longilabre (Ames), Pfitzer in H.G.A.Engler (ed.) 1907 (Filipinas)
- Dendrochilum longipedicellatum H.A.Pedersen 1995 publ. 1996 (Sulawesi)
- Dendrochilum longipes J.J.Sm. 1912 (Bornéu)
- Dendrochilum longirachis Ames 1920 (Bornéuo)
- Dendrochilum louisianum H.A.Pedersen 1995 publ. 1996 (Filipinas)
- Dendrochilum lumakuense J.J.Wood in J.J.Wood & P.J.Cribb 1994 (Bornéu)
- Dendrochilum luzonense Ames 1908 : Luzon Dendrochilum (Filipinas)

## M
- Dendrochilum macgregorii Ames 1911 (Filipinas)
- Dendrochilum macropterum Kraenzl. in H.G.A.Engler (ed.) 1907 (Sulawesi)
- Dendrochilum magaense J.J.Wood 1994 (Bornéu)
- Dendrochilum magnum Rchb.f. in W.G.Walpers 1861 (Filipinas)
- Dendrochilum maleolens Kraenzl. 1908 (Filipinas)
- Dendrochilum malindangense Ames 1908 (Filipinas)
- Dendrochilum marginatum (Ames) L.O. Williams 1952 (Filipinas)
- Dendrochilum mearnsii Ames 1908 (Filipinas)
- Dendrochilum megalanthum Schltr. 1912 (Sumatra)
- Dendrochilum merapiense Schltr. 1911 (Sumatra)
- Dendrochilum merrillii (Ames), Pfitzer in H.G.A.Engler (ed.)  1907 (Filipinas)
- Dendrochilum micholitzianum Kraenzl. 1893 (Sumatra)
  - Dendrochilum micholitzianum var. longispicatum Schltr. 1911 (Sumatra)
  - Dendrochilum micholitzianum var. micholitzianum (Sumatra)
- Dendrochilum microchilum (Schltr.), Ames 1908 (Filipinas)
- Dendrochilum microscopicum J.J.Sm. 1931 (Bornéu)
- Dendrochilum microstylum Schltr. 1911 (Sumatra)
- Dendrochilum mindanaense (Ames), L.O.Williams 1952 (Filipinas)
- Dendrochilum mindorense Ames 1908 (Filipinas)
- Dendrochilum minimiflorum Carr 1935 (Bornéu)
- Dendrochilum mirabile J.J.Wood 1992 (Sumatra)
- Dendrochilum monodii J.J.Sm. 1945 (Sulawesi)
- Dendrochilum mucronatum J.J.Sm. 1931 (Bornéu)
- Dendrochilum muluense J.J.Wood 1984 (Bornéu)
- Dendrochilum muriculatum (J.J.Sm.), J.J.Sm. 1945 (Sulawesi)
- Dendrochilum murrayi R.S.Rogers & C.T.White 1920 (Nova Guiné)
- Dendrochilum murudense J.J.Wood J.J.Wood 2001 (Bornéu)

## N
- Dendrochilum niveum Ames 1920 (Filipinas)

## O
- Dendrochilum ocellatum (Ames), Pfitzer in H.G.A.Engler (ed.) 1907 (Filipinas)
- Dendrochilum ochrolabium J.J.Wood in J.J.Wood & P.J.Cribb  1994 (Bornéu)
- Dendrochilum odoratum (Ridl.) J.J.Sm. 1904 (Malásia, Sumatra)
- Dendrochilum oliganthum (Ames) Pfitzer in H.G.A.Engler (ed.) 1907 (Filipinas)
- Dendrochilum ophiopogonoides J.J.Sm. 1922 (Sumatra)
  - Dendrochilum ophiopogonoides var. kerintjiense J.J.Sm.  1932 (Sumatra)
  - Dendrochilum ophiopogonoides var. merapiense J.J.Sm. 1922 (Sumatra)
  - Dendrochilum ophiopogonoides var. ophiopogonoides (Sumatra)
- Dendrochilum oreophilum (Ames) L.O.Williams 1952 (Filipinas)
- Dendrochilum ovatum J.J.Sm. 1922 (Sumatra)
- Dendrochilum oxyglossum Schltr. 1911 (Java)
- Dendrochilum oxylobum Schltr. 1911 (Bornéu)

## P
- Dendrochilum pachyphyllum J.J.Wood & A.L.Lamb in J.J.Wood & P.J.Cribb: 1994 (Bornéu)
- Dendrochilum pallidiflavens Blume 1825 (Myanmar, Tailândia, Malásia, Filipinas, Bornéu, Java, Sumatra, Pequenas Ilhas de Sonda)
  - Dendrochilum pallidiflavens var. brevilabratum Rendle J.J.Wood  2001 (Bornéu)
  - Dendrochilum pallidiflavens var. oblongum J.J.Wood 2001 (Bornéu)
  - Dendrochilum pallidiflavens var. pallidiflavens (Myanmar, Tailândia, Malásia, Filipinas, Bornéu, Java, Sumatra, Pequenas Ilhas de Sonda)
- Dendrochilum panduratum Schltr. 1910 (Sumatra)
- Dendrochilum pandurichilum J.J.Wood in J.J.Wood & P.J.Cribb 1994 (Bornéu)
- Dendrochilum pangasinanense Ames 1923 (Filipinas)
- Dendrochilum papillitepalum J.J.Wood 1995 publ. 1994 (Bornéu)
- Dendrochilum papillosum J.J.Sm. 1922 (Sumatra)
- Dendrochilum parvipapillatum H.A.Pedersen 1995 publ. 1996 (Filipinas)
- Dendrochilum parvulum Ames Pfitzer in H.G.A.Engler (ed.) 1907 (Filipinas)
  - Dendrochilum parvulum var. parvulum (Filipinas)
  - Dendrochilum parvulum var. strictiforme (Ames) H.A.Pedersen 1997 (Filipinas)
- Dendrochilum perplexum (Ames) L.O.Williams 1952 (Filipinas)
  - Dendrochilum perplexum var. montanum (Ames), H.A.Pedersen 1997 (Filipinas)
  - Dendrochilum perplexum var. perplexum (Filipinas)
- Dendrochilum philippinense (Ames), Pfitzer in H.G.A.Engler (ed.) 1907 (Filipinas)
  - Dendrochilum philippinense var. philippinense (Filipinas)
  - Dendrochilum philippinense var. purpureum (Ames), H.A.Pedersen 1997 (Filipinas)
- Dendrochilum pholidotoides J.J.Sm. 1922 (Sumatra)
- Dendrochilum planiscapum Carr 1935 (Bornéu)
- Dendrochilum plocoglottoides H.A.Pedersen 1995 publ. 1996 (Filipinas)
- Dendrochilum polluciferum J.J.Sm. 1920 (Sumatra)
- Dendrochilum prodigiosum Ames 1922 (Filipinas)
- Dendrochilum propinquum Ames 1920 (Filipinas)
- Dendrochilum pseudoscriptum T.J.Barkman & J.J.Wood 1996 (Bornéu)
- Dendrochilum pterogyne Carr 1935 (Bornéo)
- Dendrochilum pubescens L.O.Williams 1938 (Bornéu)
- Dendrochilum pulcherrimum (Ames), L.O.Williams 1952 (Filipinas)
- Dendrochilum pulogense Ames 1909 (Filipinas)
- Dendrochilum pumilum Rchb.f. 1855 (Filipinas)
  - Dendrochilum pumilum var. pumilum (Filipinas)
  - Dendrochilum pumilum var. recurvum (Ames), H.A.Pedersen 1997 (Filipinas)

## Q
- Dendrochilum quadrilobum Ames 1915 (Filipinas)
- Dendrochilum quinquangulare J.J.Sm. 1943 (Sumatra)
- Dendrochilum quisumbingianum H.A.Pedersen 1995 publ. 1996 (Filipinas)

## R
- Dendrochilum ramosissimum (Ridl.) J.J.Sm. 1922 (Sumatra)
- Dendrochilum reniforme Ames 1915 (Filipinas)
- Dendrochilum rhodobulbum Schltr. 1911 (Sumatra)
- Dendrochilum rhombeum J.J.Sm. 1943 (Sumatra)
- Dendrochilum rhombophorum Rchb.f. Ames 1908 (Filipinas)
- Dendrochilum rigidifolium J.J.Sm. 1920 (Sumatra)
- Dendrochilum rigidulum J.J.Sm. 1922 (Sumatra)
- Dendrochilum rotundilabium L.O.Williams 1937 (Filipinas)
- Dendrochilum rufum (Rolfe) J.J.Sm. 1904 (Bornéu)

## S
- Dendrochilum saccatum J.J.Wood 1997 (Bornéu)
- Dendrochilum saccolabium Kraenzl. 1916 (Filipinas)
- Dendrochilum schweinfurthianum (Ames) L.O.Williams 1952 (Filipinas)
- Dendrochilum scriptum Carr 1935 (Bornéu)
- Dendrochilum simile Blume 1825 (Sumatra, Java, Malásia, Pequenas Ilhas de Sonda)
- Dendrochilum simplex J.J.Sm. 1909 (Bornéu)
- Dendrochilum simplicissimum J.J.Sm. 1917 (Sulawesi)
- Dendrochilum simulacrum Ames 1908  (Filipinas)
- Dendrochilum smithianum (Ames), L.O.Williams 1952 (Filipinas)
- Dendrochilum spathaceum Rchb.f. 1857 (Java)
- Dendrochilum stachyodes (Ridl.) J.J.Sm. 1904 (Bornéu)
- Dendrochilum stellum J.J.Wood & J.B.Comber 1995 (Sumatra)
- Dendrochilum stenochilum Schltr. 1911 (Sumatra)
- Dendrochilum stenophyllum L.O.Williams 1953 (Filipinas)
- Dendrochilum subintegrum Ames 1920 (Bornéu)
- Dendrochilum sublobatum Carr 1935 (Bornéu)
- Dendrochilum subulibrachium J.J.Sm. 1931 (Bornéu)
- Dendrochilum sulfureum Schltr. 1911 (Sumatra)
- Dendrochilum sumatranum J.J.Sm. 1904 (Sumatra)
- Dendrochilum suratii J.J.Wood 1992 (Bornéu)

## T
- Dendrochilum taeniophyllum J.J.Sm. 1917 (Sumatra)
- Dendrochilum talamauense J.J.Sm. 1922 (Sumatra)
- Dendrochilum teleense J.J.Wood & J.B.Comber 1995 (Sumatra)
- Dendrochilum tenellum (Nees & Meyenà Ames 1907 (Filipinas)
- Dendrochilum tenompokense Carr 1935 (Bornéu)
  - Dendrochilum tenompokense var. papillilabium J.J.Wood J.J.Wood 2001 (Bornéu)
  - Dendrochilum tenompokense var. tenompokense (Bornéu)
- Dendrochilum tenuibulbum (Ames) L.O.Williams 1952 (Filipinas)
- Dendrochilum tenuifolium (Ames) Pfitzer in H.G.A.Engler (ed.)  1907 (Filipinas)
- Dendrochilum tenuissimum Kraenzl. in H.G.A.Engler (ed.) 1907 (Sulawesi)
- Dendrochilum tenuitepalum J.J.Wood in J.J.Wood & P.J.Cribb 1994 (Bornéu)
- Dendrochilum tetradactyliferum H.A.Pedersen 1995 publ. 1996 (Filipinas)
- Dendrochilum transversum Carr 1935 (Bornéu)
- Dendrochilum trilobum (Ridl.) Ames 1921 (Bornéu)
- Dendrochilum truncatum J.J.Sm. 1917 (Sumatra)
- Dendrochilum trusmadiense J.J.Wood 1990 (Bornéu)
- Dendrochilum tuberculatum J.J.Wood & J.B.Comber 1995 (Sumatra)
- Dendrochilum turpe (Ames) Pfitzer in H.G.A.Engler (ed.) 1907 (Filipinas)

## U
- Dendrochilum uncatum Rchb. f. 1855 (Filipinas, Taiwan)
  - Dendrochilum uncatum var. longispicatum (Ames) H.A.Pedersen 1997 (Filipinas)
  - Dendrochilum uncatum var. uncatum. Rchb.f. 1855 (Filipinas, Taiwan)
- Dendrochilum unicallosum L.O.Williams 1937 (Filipinas)
- Dendrochilum unicorne (Ames) L.O.Williams 1952 (Filipinas)

## V
- Dendrochilum vaginatum J.J.Sm. 1904 (Sumatra, Java)
- Dendrochilum vanoverberghii Ames 1912 (Filipinas)
- Dendrochilum ventricosum J.J.Sm. 1922 (Sumatra)
- Dendrochilum vestitum J.J.Sm. 1932 (Bornéu)
- Dendrochilum viride Seidenf. 1986 (Tailândia)

## W
- Dendrochilum warrenii H.A. Pedersen & Gravend. 2004 (Filipinas)
- Dendrochilum wenzelii Ames 1915 (Filipinas)
- Dendrochilum wichersii Schltr. 1911 (Sumatra)
- Dendrochilum williamsii (Ames) Pfitzer in H.G.A.Engler (ed.)  1907 (Filipinas)
- Dendrochilum woodianum Ames 1908 (Filipinas)

## Y
- Dendrochilum yuccifolium L.O.Williams 1937 (Filipinas)

## Z
- Dendrochilum zollingeri Miq. 1859 (Java)